# Mora-Siljan Flygplats
Torsby-Siljan Airport is een regionale luchthaven in het westen van Zweden. Het vliegveld ligt 6 kilometer ten zuidwesten van het centrum van Mora verwijderd.
De luchthaven heeft een lijnverbinding met Luchthaven Stockholm-Arlanda. In de zomer worden er geregeld chartervluchten uitgevoerd naar bestemmingen rond de Middellandse zee